# Institut haïtien de statistique et d'informatique
L'Institut haïtien de statistique et d'informatique (IHSI) est l'institution chargée de collecter des informations quantitatives sur les aspects sociaux, économique et démographique en Haïti. Il a été créé par la loi du 4 septembre 1951.
Environ quatre décennies après, un nouveau décret, datant du 1er juillet 2020, vient rénover et réorganiser l’Institut Haïtien de Statistique et d’Informatique. Suivant ce décret, l’IHSI est l’organisme d’exécution du Conseil National de Statistique et d’Informatique (CNSI) créé par ce même décret et se voit également doté d’un Conseil Administratif présidé par le   ministre de l’Économie et des Finances.